# NBA Development League Most Improved Player Award
National Basketball Association Development League Most Improved Player Award – jest nagrodą NBA Development League (NBADL) przyznawaną corocznie zawodnikowi, który poczynił największy postęp w swojej grze, w stosunku do poprzedniego sezonu. Jest przyznawana od rozgrywek 2009/10.
Na zawodnika, który poczynił największy postęp głosują trenerzy wszystkich zespołów ligi. Zwycięzca otrzymuje statuetkę zazwyczaj w trakcie rozgrywek play-off.
Do tej pory laureatami nagrody byli wyłącznie obrońcy. Pierwszym z nich był mierzący 196 cm wzrostu Mildon Ambres, zawodnik Idaho Stampede, który notował wtedy średnio 14,5 punktu, 8,1 zbiórki oraz 1,7 asysty.

## Laureaci
| Sezon   | Zawodnik          | Pozycja    | Nar.              | Zespół                   |
| ------- | ----------------- | ---------- | ----------------- | ------------------------ |
| 2009/10 | Mildon Ambres     | obrońca    | Stany Zjednoczone | Idaho Stampede           |
| 2010/11 | Dar Tucker        | obrońca    | Stany Zjednoczone | New Mexico Thunderbirds  |
| 2011/12 | Kenny Hayes       | obrońca    | Stany Zjednoczone | Maine Red Claws          |
| 2012/13 | Cameron Jones     | obrońca    | Stany Zjednoczone | Santa Cruz Warriors      |
| 2013/14 | Frank Gaines      | obrońca    | Stany Zjednoczone | Maine Red Claws          |
| 2014/15 | Joe Jackson       | obrońca    | Stany Zjednoczone | Bakersfield Jam          |
| 2015/16 | Axel Toupane      | obrońca    | Francja           | Raptors 905              |
| 2016/17 | Devondrick Walker | obrońca    | Stany Zjednoczone | Delaware 87ers           |
| 2017–18 | DeQuan Jones      | skrzydłowy | Stany Zjednoczone | Fort Wayne Mad Ants      |
| 2018–19 | Michael Frazier   | obrońca    | Stany Zjednoczone | Rio Grande Valley Vipers |
| 2019–20 | Gabe Vincent      | obrońca    | Stany Zjednoczone | Sioux Falls Skyforce     |
| 2020–21 | Anthony Lamb      | skrzydłowy | Stany Zjednoczone | Rio Grande Valley Vipers |